# حرف جلدي
الحُرْف الجلدي نوع نباتي يتبع جنس الحُرْف من الفصيلة الصليبية.